# Liste der Biografien/Salu
Liste der Biografien |
Portal Biografien |
Personensuche
# |
A |
B |
C |
D |
E |
F |
G |
H |
I |
J |
K |
L |
M |
N |
O |
P |
Q |
R |
S |
T |
U |
V |
W |
X |
Y |
Z |
?
 
Sa |
Sb |
Sc |
Sd |
Se |
Sf |
Sg |
Sh |
Si |
Sj |
Sk |
Sl |
Sm |
Sn |
So |
Sp |
Sq |
Sr |
Ss |
St |
Su |
Sv |
Sw |
Sy |
Sz
 
Saa |
Sab |
Sac |
Sad |
Sae |
Saf |
Sag |
Sah |
Sai |
Saj |
Sak |
Sal |
Sam |
San |
Sao |
Sap |
Saq |
Sar |
Sas |
Sat |
Sau |
Sav |
Saw |
Sax |
Say |
Saz
 
Sala |
Salb |
Salc |
Sald |
Sale |
Salf |
Salg |
Salh |
Sali |
Salj |
Salk |
Sall |
Salm |
Saln |
Salo |
Salp |
Salq |
Sals |
Salt |
Salu |
Salv |
Salw |
Saly |
Salz
Die Liste der Biografien führt alle Personen auf, die in der deutschsprachigen Wikipedia einen Artikel haben. Dieses ist eine Teilliste mit 37 Einträgen von Personen, deren Namen mit den Buchstaben „Salu“ beginnt.

## Salu
- Salu, Herbert (1911–1988), estnischer Schriftsteller und Literaturwissenschaftler

### Saluc
- Salucci, Giovanni (1769–1845), italienischer Architekt

### Salud
- Salud, Jesus (* 1963), philippinischer Boxer im Superbantamgewicht
- Saludar, Vic (* 1990), philippinischer Boxer im Strohgewicht

### Salug
- Saługa, Wojciech (* 1969), polnischer Politiker (Platforma Obywatelska), Mitglied des Sejm

### Saluj
- Saluja, Renu (1952–2000), indische Filmeditorin

### Saluk
- Salukwadse, Nino (* 1969), georgische Pistolenschützin, Olympiasiegerin sowie Welt- und mehrfache Europameisterin

### Salum
- Salum Ali, Amina (* 1956), tansanische Politikerin
- Salum, Ikaji (* 1967), tansanischer Langstreckenläufer
- Salum, Isaac Nicolau (1913–1993), brasilianischer Romanist und Linguist
- Salum, Saada (* 1975), tansanische Politikerin und Finanzministerin
- Salumaa, Sven (* 1966), US-amerikanischer Tennisspieler
- Salumäe, Erika (* 1962), sowjetische bzw. estnische Radsportlerin
- Salumäe, Jane (* 1968), estnische Langstreckenläuferin
- Salumäe, Jens (* 1981), estnischer Skispringer

### Salun
- Salunkhe, Akanksha (* 1999), indische Squashspielerin

### Salur
- Salur, Saman (* 1976), iranischer Filmproduzent, Drehbuchautor und Filmregisseur
- Saluri, Rein (1939–2023), estnischer Schriftsteller und Dramatiker

### Salus
- Salus, Grete (1910–1996), tscheslowakische Tänzerin und Zeitzeugin der Judenverfolgung
- Salus, Hugo (1866–1929), böhmischer Gynäkologe und Schriftsteller
- Salus, Wolfgang (1909–1953), tschechisch-deutscher Kommunist, der sich in der Kommunistischen Jugendinternationale engagierte
- Saluschnyj, Walerij (* 1973), ukrainischer General und DiplomatWalerij Saluschnyj (* 1973)

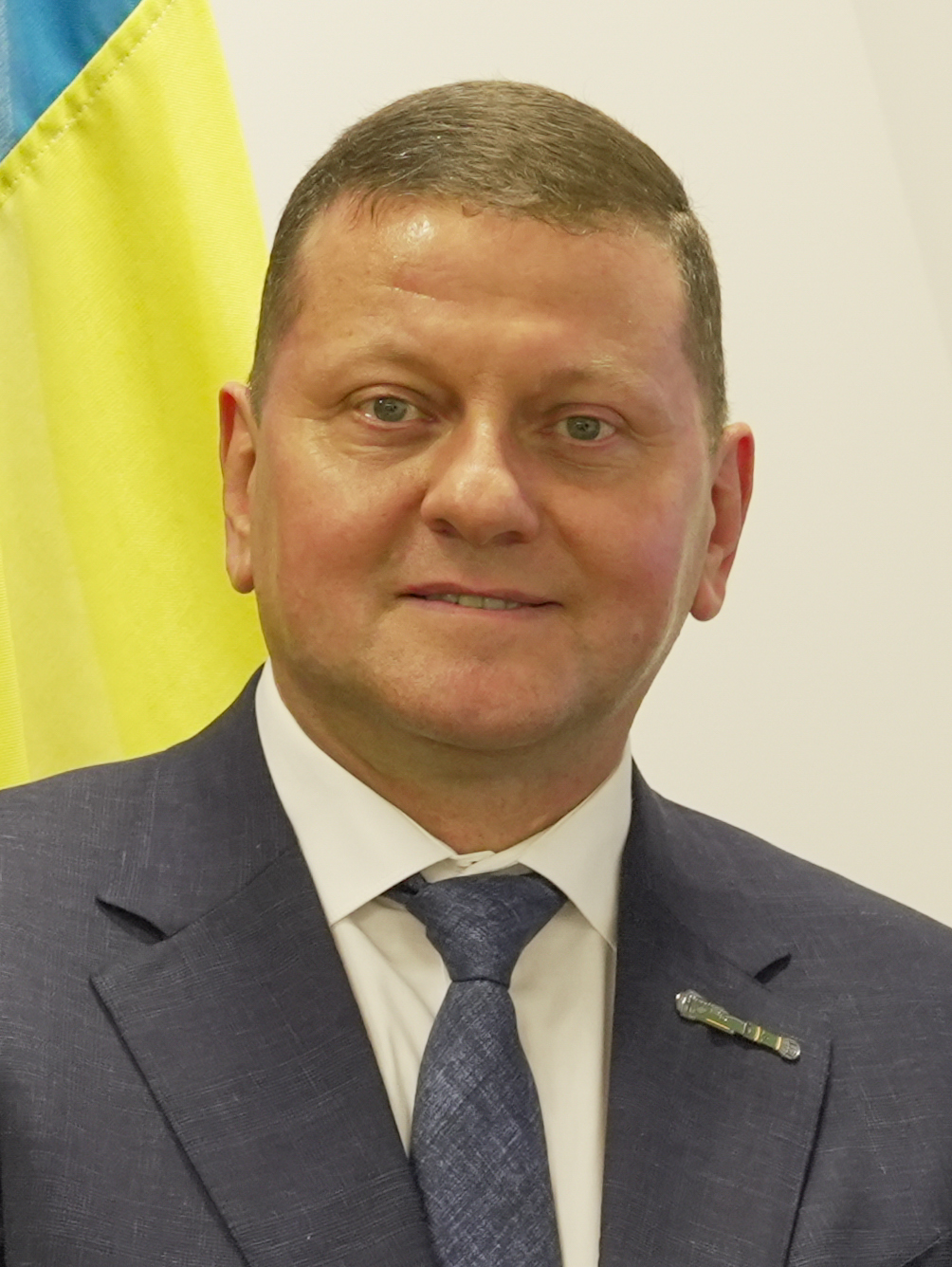
Walerij Saluschnyj (* 1973)

- Saluste, Kai-Riin (* 1983), estnische Badmintonspielerin
- Salústio, Dina (* 1941), kapverdianische Schriftstellerin
- Salustios, spätantiker Philosoph
- Salustios aus Emesa, römischer Philosoph

### Salut
- Salut i Payà, Emili (1918–1982), katalanischer Komponist und Trompeter
- Salut, Santa (* 1998), katalanische Rapperin
- Salutati, Coluccio (1331–1406), italienischer Politiker und Philosoph

### Saluz
- Saluz, Georg (1571–1645), Schweizer reformierter Geistlicher
- Saluz, Peter (1758–1808), Schweizer reformierter Geistlicher und Pädagoge
- Saluz, Peter Otto (1847–1914), Schweizer Bauingenieur
- Saluzki, Ilja (* 1999), russischer E-Sportler
- Saluzzi, Dino (* 1935), argentinischer Musiker
- Saluzzo Roero, Diodata († 1840), italienische Dichterin
- Saluzzo, Ferdinando Maria (1744–1816), italienischer Kardinal, Apostolischer Nuntius und Titularerzbischof
- Saluzzo, Georg von († 1461), Bischof von Aosta und Lausanne